# Esteve Maignon i Duran
Esteve Maignon i Duran   (Barcelona, segle XIX) fou un hisendat català, oncle d'Esteve i de Ramon Tusquets i Maignon

## Biografia
Fill primogènit d'Esteve Maignon i Sargelet i de Madrona Duran. Els Maignon eren una família originària de Ginhac, una localitat propera a Montpeller, que van arribar a Barcelona al segle xviii i van enriquir-se a través del comerç, mentre que la seva mare era d'una família pagesa de Teià. Com ho testimonien els carrers de Maignon i Sargelet, la seva família tenia una torre a Gràcia, prop de l'actual plaça de Lesseps, on el 1857 s'instal·là el manicomi de la Nova Betlem. L'any següent es traslladà a una altra torre veïna, propietat d'Esteve Maignon i Duran.
Resident a la capital catalana, tenia propietats a Badalona, on demanà permís per urbanitzar una peça de terreny anomenada camp del fiscal on, a partir del 1835, s'obriren els carrers d'Arnús i Lleó. La compra d'aquests terrenys servia per donar solvència econòmica en negocis industrials o d'altres més volàtils. En la urbanització executada a Badalona hi va deixar un espai lliure que es va dedicar a plaça de mercat a l'aire lliure i l'any 1853 va rebre el nom de plaça de Maignon. En els mateixos terrenys s'alçà el Convent de la Divina Providència i, el 1889, sobre l'antiga plaça es construí el mercat que també porta el seu nom.